# 園芸学
園芸学（えんげいがく、英語: horticultural science）は、農業における園芸のための技術向上と、自然現象の理解、また文化や芸術的な見地から植物を利用した研究や開発を目的とする農学の一分野である。当用漢字制定以前は旧字体で「園藝學」と表記された。

## 概要
花及び観賞植物、野菜、果樹、庭園を中心にさまざまな植物を扱い、植物学、生物学、自然科学などと深く関連する。そのなかの専門分野としては、果樹園芸学、蔬菜園芸学、花卉園芸学、園芸利用学、造園学がある。野菜、果樹、花及び観賞植物、庭園を中心にさまざまな植物を扱う。
また園芸学を科学的に研究する学者を園芸学者といい、園芸そのものを営みとする者を園芸家という。
日本での研究は、西は南九州大学、香川大学、大阪府立大学、西日本短期大学、東は千葉大学、東京農業大学をはじめ、テクノ・ホルティ園芸専門学校など、各地の大学や農業試験場などにおいて研究が盛んである。また、それら研究機関を横断する学術研究団体として園芸学会が活動している。

## 都市園芸学
都市園芸学（urban horticulture、としえんげいがく）とは、都市環境における園芸植物の栽培やそれに関連する事項の科学と研究を行う学問。都市園芸は、都市化の世界的傾向とともに注目度が高まり、同学問は都市環境における植物栽培と作物収穫のみならず美観、建築や娯楽との関係、心理的目的および効果を研究するためにも活用している。

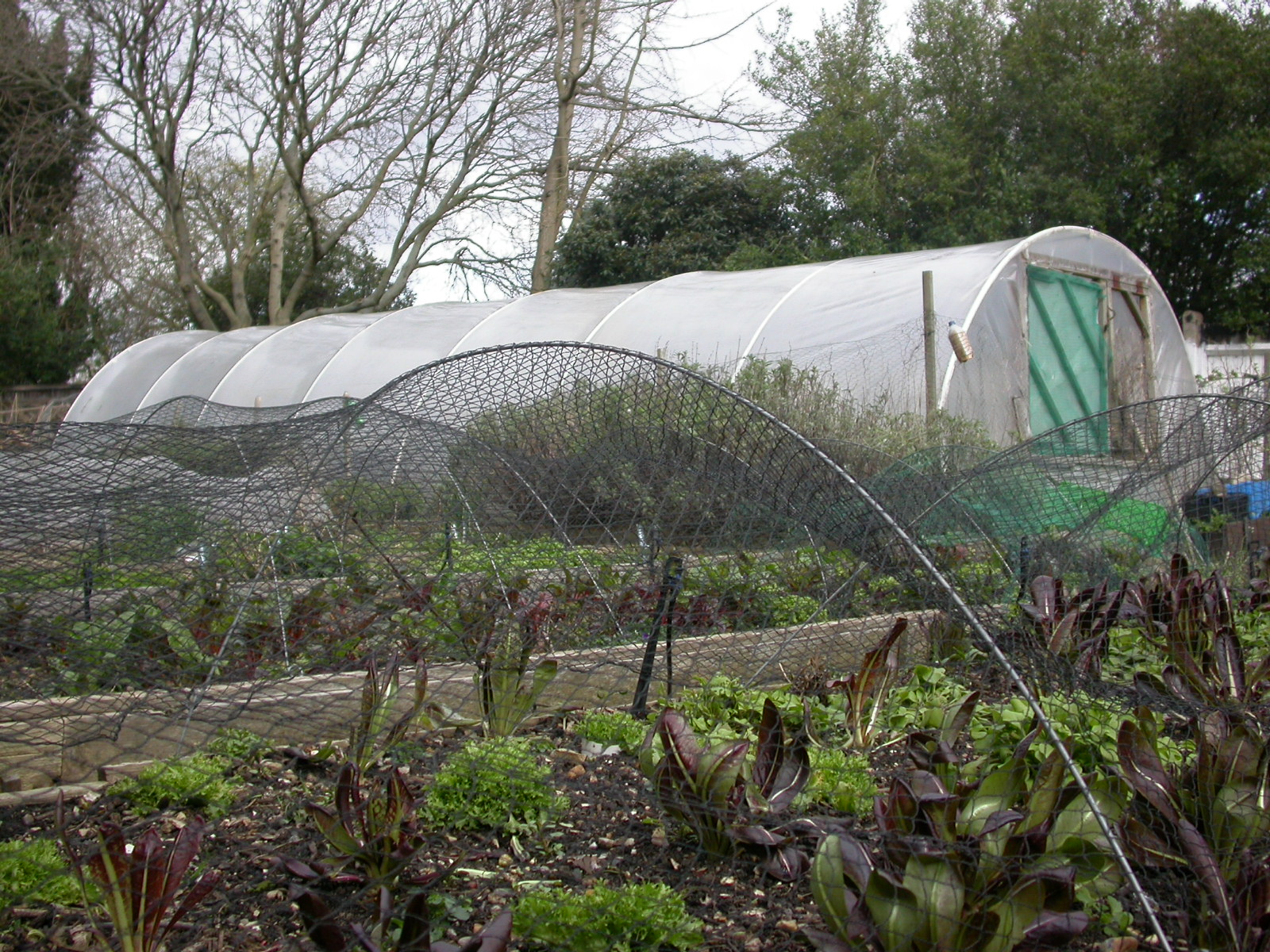
北ロンドン、クラプトンのスプリングフィールド・パークにあるグローイング・コミュニティーズの都市型プロットでサラダレタスを栽培。

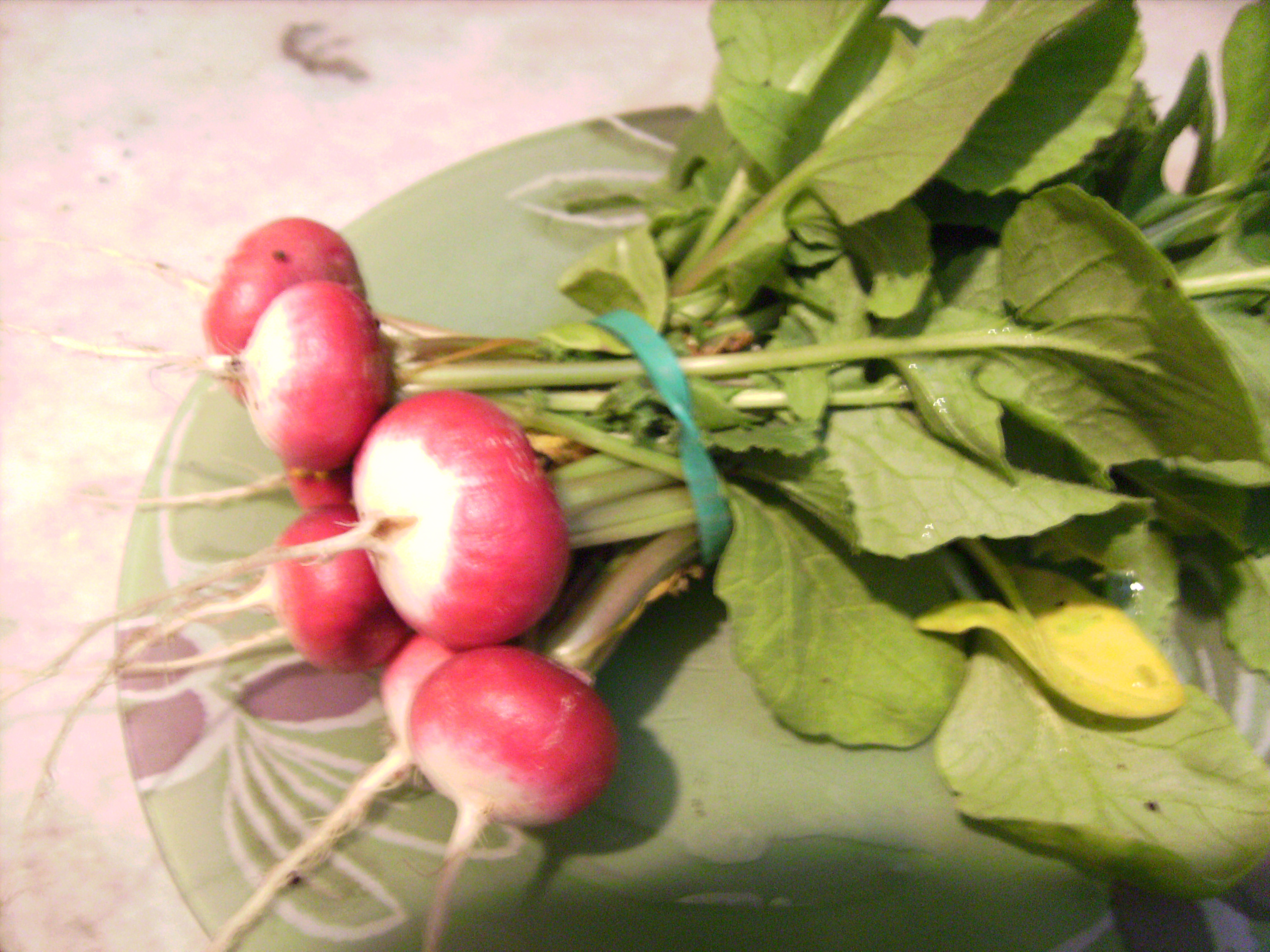
バルセロナ市のバルコニーで栽培された小さなラディッシュ。

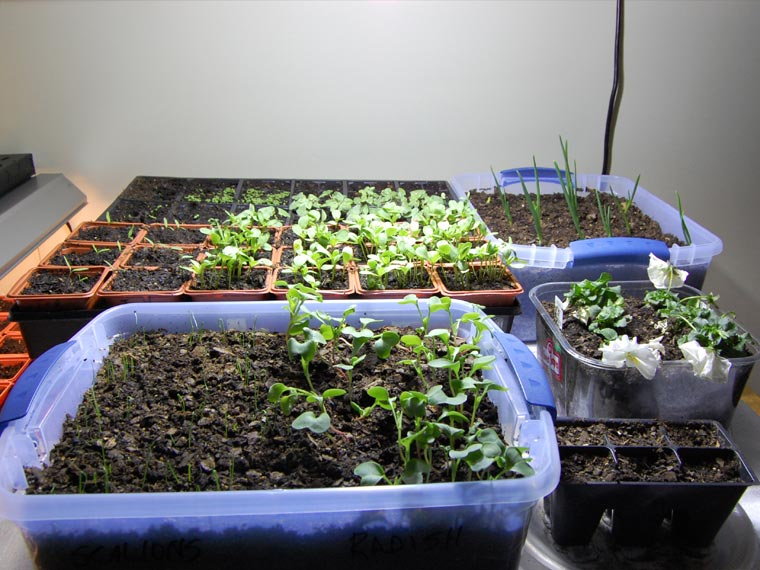
メタルハライドランプで栽培されたさまざまな花や野菜。

### 都市園芸の歴史
園芸や自然を人間の文明に取り込むことは、都市の成立に大きく関わってきた。新石器革命の時代、都市はしばしば青果市場や農場を交易拠点として建設されてきたが、数世紀にわたって、栽培は家庭や公共施設などの建築環境と庭園、農場、放牧地、キッチンガーデン、農場、共同放牧地などの形で統合されていった。そのため、園芸は都市の日常生活の一部としても定着していたのであったが、都市化が進行すると、次第に途絶えていく。
ところで、学問としての都市園芸の研究については、産業革命で都市が大きく成長するにつれて、急速に進む。産業革命とそれに伴う人口の増加により、都市景観は急速に変化し、都市緑地はレンガやアスファルトに取って代わられた。19世紀以降、工場地帯の不健康な状況への対応として、一部の都市部で園芸栽培熱が復活すると、都市に公園が整備されるようになる。
初期の都市園芸運動は、不況期の短期的な福祉、「大衆」を高揚させるための人道支援/慈善事業、あるいは愛国心の救済という目的が主だった 。都市園芸の伝統は、第二次世界大戦後、住宅や商業の成長の中心が郊外になっていくにつれ徐々に衰退。経済的に安定を求め、人口のほとんどが都市から郊外に移動し、都市の中心部にはスラムやゲットーだけが残された。ところで、1950年代から1960年代にかけて、公共住宅当局が美化と入居者の誇りを目的に始めた庭園プロジェクトなど、いくつかの例外があった。しかしこれも、多くの場合企業も大都市圏から撤退していくので、荒れ地や分離された貧困地域が発生しだした。特にアメリカ合衆国では、大都市中心部の非投資化が進み、空き地が激増することになる。既存の建物は住めなくなり、家は放棄され、生産性の高い工業用地も空き地になった。
その後に誕生したコミュニティ・ガーデニング、都市農業、フードセキュリティなどの運動体は、上記の問題に地域レベルで立ち向かうための一形態であった。実際、1960年代と1970年代の平和運動、環境運動、女性運動、公民権運動、「都市回帰運動」、1980年代と1990年代の「環境正義運動」など、当時の社会運動は、学校やコミュニティの庭、ファーマーズ・マーケット、都市農業を通じてコミュニティを再生する方法として、これらの空き地に機会を見出していた。
さらに、21世紀に入ってから、地域のコミュニティガーデンや緑地の必要性が認識されるようになり、状況は一変する。都市園芸はコンセプトではなく、その目的が目新しかったのである。こうした運動体の主な目的は、近隣の清掃、空き地で行われる麻薬取引の排除、消費用の食料の栽培と保存、工業地帯への自然の回復、都市部への農業の伝統の導入などであった。本来コミュニティ・ガーデニングとは、社会的・物理的関与を通じて人々と場所の関係を作り出す方法と考えられている。つまり、多くのアーバンガーデンは、さまざまな大きさの空き地に作られ、一般に地域住民によって個々の区画としてガーデニングされるが、このような場所は、社会的、文化的、芸術的なイベントをサポートし、地域のコミュニティ精神の再構築に貢献することができうるとみられたのである。
その後のコミュニティガーデン運動は、行政や非営利団体の支援とともに、近隣住民によって開始されている。公営住宅や学校、教会、社会福祉施設と連携しているところもあり、中には投獄されていた人たちを雇用しているところもある。こうした都市園芸運動の大きな部分を占めるコミュニティ・ガーデンは、以前の大規模な公園開発とは異なり、工業産業主義から人々を解放するためのものであったし、また、コミュニティ・ガーデンは、単なる芝生や公園よりも有益で魅力的であり、原生林がない場所でも自然に触れることができる貴重な存在である。この運動は、都市住民と土との関係を作り、維持することに役立ち、改革的慈善事業の特徴を持たない、異なる種類の都市環境主義にも貢献した。
ただし、アメリカで最初のコミュニティガーデンが誕生してから30年が経過しているにもかかわらず、現在のアーバンガーデンとその組織について、具体的な学術分析がなされていないのが現状である。米国コミュニティ・ガーデニング協会（ACGA）は、約250の市町村で自治体や非営利団体がガーデニング・プログラムを運営していると推定しているが、実際にはこの2倍の規模になる可能性があると、この団体のスタッフは認めている。また、全米ガーデニング協会が1994年に行った調査では、ガーデニングをしていない世帯のうち670万世帯が、近くに区画があればガーデニングに興味を持つと回答している。最近の調査では、経済発展とともにそれらが失われるのではなく、むしろ都市に多くの庭園ができていることが示されている。
今日の都市園芸は、マーケットガーデン、小規模農場、ファーマーズ・マーケットなど、コミュニティガーデン以外にもいくつかの構成要素を持ち、コミュニティ開発の重要な側面となっていることが知られる。都市園芸のもう一つの成果は、いくつかのプロジェクトやプログラムを通じて、地元で栽培された食品が優先され、低コストで栄養価の高い食品を提供する食の安全保障運動へと導いたことである。都市型コミュニティガーデンやフードセキュリティ運動は、工業的農業の問題への対応であり、価格インフレ、スーパーマーケットの不足、食糧不足など、関連する問題を解決するためのものとなっていったのである。

### アフリカにおける都市園芸と都市近郊園芸
国連食糧農業機関の報告書「アフリカの緑豊かな都市の成長」では、「市場園芸」(「Growing greeners in Africa」) は、「灌漑された商業的な果物や野菜を、その目的のために指定された場所やその他の都市のオープンスペースで生産する」ことは、地元の最も重要な供給源であると述べている。この目的のために指定された場所やその他都市のオープンスペースで灌漑による果物や野菜の商業生産が、データがあるアフリカ27カ国のうち10カ国において、地元で栽培された新鮮な農産物の最も重要な供給源ともなっている。アクラ、ダカール、バンギ、ブラザビル、イバダン、キンシャサ、ヤウンデで消費される葉物野菜のほとんどは、市場用園芸として生産され、アディスアベバ、ビサウ、リーブルヴィルでは、マーケットガーデンが葉物野菜供給の約半分を担っている。報告書によると、アフリカの都市部の大部分では、市場用園芸は非公式で、しばしば違法な活動であり、公式な認識や規制、支援がほとんどないまま発展してきたとされており、そうした園芸人の多くは自分の土地に正式な所有権を持たず、一夜にして土地を失うことも少なくない。園芸に適した土地は、住宅、産業、インフラのために奪われており、不安定な生活から得られる収益を最大化するために、多くの園芸人が農薬や都市廃水の過剰使用が行われているとの報告もなされている。

### 都市園芸の経済的効果
園芸/ガーデニングには食費や光熱費の節約など、さまざまな経済効果があるとされている。発展途上国では収入の60から80パーセントを食料の購入に費やしていると言われているが、心理学ジャーナルにおいても記事「都市のガーデニングに対する心理社会的要因の相対的影響」（バーバラ・レイク、ミルフロント・タシアーノ、ギャビン・マイケルズ著）では、食料品の購入にお金を節約する一方で、屋上庭園を持つことも人気が高まっていると述べている。屋上緑化は、冬の暖房費を減らし、夏には涼しく過ごすことが可能でまた、屋根の葺き替え等修繕費用を削減する効果もあることから、建物の屋上緑化は都市型園芸学のテーマのひとつともなっており、人々が健康的な食生活を送ると同時に、資産価値も向上させることが知られる。その他にも、商業目的でない雇用の拡大、生産者の食費の削減など、さまざまな経済的効果も分析されている

### 都市園芸学の成果・貢献
園芸学は、それ自体が実用的で応用的な科学であるため、私たちの日常生活の中でも重要な意味を持つことができているが、コミュニティガーデンは市場原理に基づく土地利用とは競合しないため、社会的、人間的、経済的な幸福への貢献など、そのさまざまなメリットを理解するための別の方法を見つけることが不可欠であったのである。ニューヨークのセントラルパークを設計したフレデリック・ロー・オルムステッドは、樹木、草地、池、野生動物が都市生活のストレスを静めることも注視しているが、長年の様々な研究によると、自然は人間の健康に非常に良い影響を与えるなど、感情的・心理的な意味では特筆され、樹木や芝生、花畑は、その存在感や視認性から、疲労やイライラを軽減し、穏やかな感覚を取り戻すことで人々の生活満足度を高めることが研究されている。実際、ハニーマン（1992）は都市環境における自然風景の回復価値をテストし、都市環境における植生は、植生のない地域と比較して、より精神回復をもたらすことを発見している。
ガーデニングの健康効果として、野菜や果物の摂取量が増えることは明らかであるが、ガーデニングという行為自体が大きな健康効果をもたらす。ガーデニングは負荷の少ない運動であり、日常生活に取り入れることで、体重を減らし、ストレスを軽減し、健康全般を向上させることが可能であることが知られる。21世紀以降の研究では、コミュニティガーデンをしている人は、していない人に比べて肥満度が低く、体重が少ないことが示された。この研究成果では、ガーデニングをしている男性は、隣人と比べて肥満度が2.36低く、太りすぎである可能性が62パーセント低かったのに対し、女性は隣人と比べて肥満度が1.88低く、太りすぎである可能性は46パーセント低かった。アーバンガーデンへのアクセスは、栄養価の高い食用の植栽を通して健康を改善し、また、人々が外に出て、環境での活動を促進することが可能なのである。
都心の学校でのガーデニングプログラムは、子どもたちに健康的な食習慣を教えるだけでなく、生徒が積極的に学習する事を促す方法として人気が高まっている。
外に出て動くように促す以外にも、生徒を積極的に動かすことができ、また子どもたちは、批判的・創造的思考スキルに加えて、リーダーシップ、チームワーク、コミュニケーション、コラボレーションのスキルも学ぶことが可能。学校でガーデニングを行うことで、子どもたちは新鮮な野菜や果物を食べることによる健康や栄養面でのメリットを家族と共有することができ、また、天候や土壌の状態は常に変化しているため、状況に応じて考え方を変え、創造的に問題を解決すること、学生同士や大人のボランティアなど、多様な人々との交流やコミュニケーションも学びうる。こうしたプログラムは、学生の健康に役立ち、周囲の世界で積極的に貢献できるようになるのである。
庭園やその他の緑地は、社会的な活動を活発化させ、場所の感覚を作り出すのに役立ち、特に貧困、公共交通機関の不足、スーパーマーケットの撤退などの問題を抱える都心部では、栄養価が高く手頃な価格の食品を提供する供給源に大きな格差があるため、都心のコミュニティガーデンは、最も簡単にアクセスできる方法で、手頃な価格で栄養を摂取できる貴重なソースとなり得るのである。
都市園芸のメリットを理解し、それによって最大化するためには、園芸活動の効果を記録し、政府や民間産業が適切な行動を行えるようにそのメリットを定量化することが不可欠である。園芸家は、園芸の植物的、物理的な側面に常に関与してきたが、社会的、感情的な要素に関与することも、地域社会、都市、園芸の分野とその専門家にとって非常に有益なのである。1970年代に国際園芸学会は、都市における植物の機能的な利用に関する研究の必要性と、この分野の研究者と植物を利用する人々のコミュニケーション改善の必要性を認識しており、1982年に都市園芸委員会が設立される。
これは都市部で栽培される植物、管理技術、これらの植物の機能的利用、そしてこの分野に関する現在の知識不足の欠点を扱う委員会である。

### 都市園芸学の活用

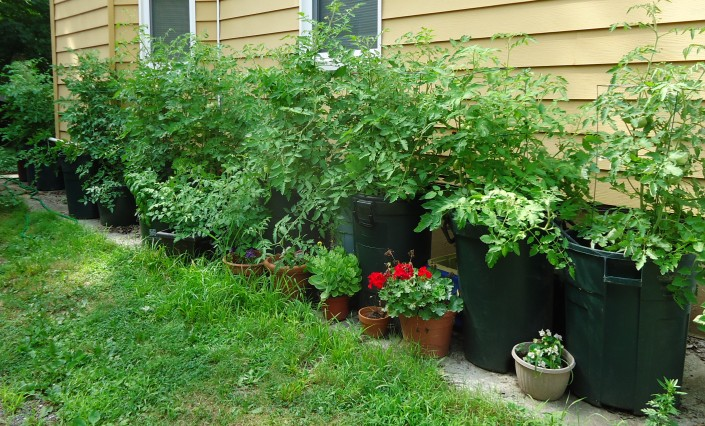
ニュージャージー州の小さな家でポットファーミングと並行して育てたトマト苗。2013年の夏、15個のゴミ箱に土を詰めて700個以上のトマトを栽培。

都市園芸での作物はおもに植木鉢で栽培されるほか、栽培袋（en:Growbag）や、小さな庭かもしくは都市内の大きな場所に設けた畑で、伝統的もしくはハイテクで革新的な手法を使って栽培される。また、都市の状況に適応し、都市の規制限界に取り組む新しい技術もいくつか開発され散見されている。これには、さまざまな種類の基材を用いた建築地での園芸生産手法もみられる（例：屋上、有機生産、水耕栽培/空中栽培生産）。トレリスやトマトケージを使用するような垂直農法の適応も、都市園芸手法として選択される。こうした園芸は、屋上菜園・園芸、コンテナ菜園・園芸などとも呼ばれることとなり、学術成果として開発が行われていくのである。